# 奧維德 (紐約州村)
奧維德（英語：Ovid）是位於美國紐約州塞尼卡縣的村。

## 人口
根據2020年美國人口普查的數據，奧維德的面積為1.03平方千米，皆為陸地。當地共有人口534人，而人口密度為每平方千米518人。